# فریس ۱۰۹۳۷
سیارک ۱۰۹۳۷ (به انگلیسی: 10937 Ferris، نامگذاری:1998QW54) ده هزار و نهصد و سی و هفتمین سیارک کشف شده‌است که در ۲۷ اوت ۱۹۹۸ کشف شد.
قدر مطلق سیارک برابر ۱۲٫۷۰ است.